# 愛知西農業協同組合
愛知西農業協同組合（あいちにしのうぎょうきょうどうくみあい）は、愛知県一宮市に本店を置く農業協同組合である。西尾張地区の4つの農協（尾張（一宮）、稲沢、稲沢市、尾西）が合併して誕生した。略称は「JA愛知西」「愛知西農協」。

## 概要

### 管内エリア
- 一宮市
- 稲沢市

### 主要農産物
- ナス
- ネギ

## 店舗・施設

### 店舗
- 本店
- 葉栗支店
- 瀬部支店
- 丹陽支店
- 丹陽西支店
- 浅井支店
- 北方支店
- 千秋支店
- 一宮支店
- 萩原支店
- 大和支店
- 妙興寺支店
- 今伊勢支店
- 開明支店
- 奥町支店
- 西成支店
- 浅野支店
- 木曽川支店
- 尾西支店
- 朝日支店
- 稲沢市支店
- 稲沢西部支店
- 稲沢北部支店
- 稲沢五郷支店
- 稲沢駅前支店
- 稲沢南部支店
- 下津支店（稲沢ローンセンター併設）
- 明治支店
  - 一色下方店（研修センター併設・旧称：みどりの里）
- 国分支店
- 清水支店
- 大里支店
- 大里東支店
- 千代田支店
- 附島支店
- 今支店
- 祖父江町支店
  - 稲沢厚生病院店（旧称：尾西病院）
- 長岡支店
- 平和支店

### 施設
- 南小渕カントリーエレベーター
- 一色下方カントリーエレベーター

### 直売所
- 産直広場赤見店
- 産直広場国府宮店（旧称：Aコープ稲沢国府宮店）
- 産直広場下津店
- 産直広場一色下方店
- 産直広場大里店
- 産直広場大里東店
- 産直広場尾西店

### 理容室
- 稲沢市理容室
- 稲沢五郷理容室